# بلتو، کورچولا
بلتو (به لاتین: Blato) یک منطقهٔ مسکونی در کرواسی است که در شهرستان دوبروونیک نرتوا واقع شده‌است. بلتو ۸۹٫۲۸ کیلومتر مربع مساحت و ۳٬۵۹۳ نفر جمعیت دارد.